# Danit Peleg
Danit Peleg (hebreu: דנית פלג‎) és una dissenyadora de moda de Tel-Aviv que va crear la primera roba impresa en 3D disponible comercialment i va ser reconeguda per Forbes com una de les 50 dones punteres en tecnologia d'Europa.

## Biografia
Va estudiar Disseny de Moda al Shenkar College of Engineering and Design. La seva tesi va investigar la possibilitat d'imprimir roba en 3D. El 2014 va dissenyar la seva primera jaqueta impresa en 3D, la Liberte, després de molta experimentació amb diferents materials i configuracions. Després d'aquest èxit inicial, va crear més dissenys per fer una col·lecció completa.
Després de graduar-se el 2015, va iniciar el seu propi estudi, a través del qual ofereix dissenys personalitzats impresos en 3D per als clients. El 2016 va dissenyar un vestit imprès en 3D per a Amy Purdy, que se'l va posar durant una actuació de ball durant la cerimònia d'inauguració dels jocs paralímpics del 2016. El 2017 es va crear un conjunt d'edicions limitades de 100 jaquetes Bomber. Per 1500 dòlars per peça, els clients podrien imprimir la seva pròpia jaqueta personalitzada.
Va organitzar un taller de tres dies sobre moda impresa en 3D el 2018, on 15 estudiants de tot el món van poder conèixer el seu procés de disseny. Aquell any també va ser reconeguda per Forbes com una de les 50 dones tecnològiques més influents d'Europa. Va ser nomenada una de les BBC 100 Women el 2019.